# Natação no Campeonato Europeu de Esportes Aquáticos de 2012 - 400 m livre feminino
A prova dos 400 metros livre feminino da natação no Campeonato Europeu de Esportes Aquáticos de 2012 ocorreu no dia 27 de maio em Debrecen na Hungria. 

## Calendário
| Fase          | Data       | Hora  |
| ------------- | ---------- | ----- |
| Eliminatórias | 27 de maio | 09:54 |
| Final         | 27 de maio | 17:32 |

Todos os horários estão no horário local (UTC+1)

## Recordes
Antes desta competição, os recordes eram os seguintes:
| Recorde mundial       | Federica Pellegrini | 3:59.15 | Roma      | 26 de julho de 2009 |
| Recorde europeu       | Federica Pellegrini | 3:59.15 | Roma      | 26 de julho de 2009 |
| Recorde do campeonato | Federica Pellegrini | 4:01.53 | Eindhoven | 24 de março de 2008 |

## Medalhistas
| Ouro                | Prata                        | Bronze                         |
| Coralie Balmy (FRA) | Mireia Belmonte García (ESP) | Ophélie-Cyrielle Étienne (FRA) |

## Resultados

### Eliminatórias
Esses foram os resultados das eliminatórias. 
| Pos. | Bateria | Raia | Nadadora                 | Nacionalidade | Tempo   | Notas |
| ---- | ------- | ---- | ------------------------ | ------------- | ------- | ----- |
| 1    | 4       | 5    | Éva Risztov              | Hungria       | 4:10.25 | Q     |
| 2    | 3       | 6    | Martina de Memme         | Itália        | 4:10.44 | Q     |
| 3    | 3       | 4    | Coralie Balmy            | França        | 4:11.07 | Q     |
| 4    | 3       | 5    | Boglárka Kapás           | Hungria       | 4:11.15 | Q     |
| 5    | 4       | 3    | Camelia Potec            | Roménia       | 4:11.43 | Q     |
| 6    | 2       | 4    | Mireia Belmonte García   | Espanha       | 4:12.30 | Q     |
| 7    | 2       | 5    | Ophélie-Cyrielle Étienne | França        | 4:12.86 | Q     |
| 8    | 4       | 6    | Alice Nesti              | Itália        | 4:13.05 | Q     |
| 9    | 3       | 3    | Lydia Morant Varo        | Espanha       | 4:13.08 |       |
| 10   | 4       | 4    | Federica Pellegrini      | Itália        | 4:14.27 |       |
| 11   | 2       | 6    | Nina Rangelova           | Bulgária      | 4:14.75 |       |
| 12   | 3       | 7    | Silke Lippok             | Alemanha      | 4:15.85 |       |
| 13   | 4       | 7    | Julia Hassler            | Liechtenstein | 4:14.95 |       |
| 14   | 2       | 3    | Ágnes Mutina             | Hungria       | 4:15.89 |       |
| 15   | 2       | 7    | Diletta Carli            | Itália        | 4:16.72 |       |
| 16   | 2       | 2    | Cecilie Johannessen      | Noruega       | 4:17.92 |       |
| 17   | 2       | 8    | Spela Bohinc             | Eslovênia     | 4:12.54 |       |
| 18   | 4       | 1    | Jördis Steinegger        | Áustria       | 4:20.07 |       |
| 19   | 3       | 1    | Anna Stylianou           | Chipre        | 4:20.21 |       |
| 20   | 3       | 8    | Iryna Glavnyk            | Ucrânia       | 4:20.40 |       |
| 21   | 4       | 8    | Ursa Bezan               | Eslovênia     | 4:21.98 |       |
| 22   | 1       | 4    | Valeriya Podlesna        | Ucrânia       | 4:24.42 |       |
| 23   | 1       | 6    | Jūratė Ščerbinskaitė     | Lituânia      | 4:24.65 |       |
| 24   | 2       | 1    | Donata Kilijanska        | Polónia       | 4:25.36 |       |
| 25   | 1       | 3    | Sigrún Brá Sverrisdóttir | Islândia      | 4:31.65 |       |
| 26   | 1       | 2    | Cecilia Eysturdal        | Ilhas Feroé   | 4:42.88 |       |
| 27   | 4       | 2    | Isabelle Härle           | Alemanha      | DNS     |       |
| 27   | 3       | 2    | Sycerika McMahon         | Irlanda       | DNS     |       |
| 27   | 1       | 5    | Nuala Murphy             | Irlanda       | DNS     |       |
| 27   | 1       | 7    | Noora Laukkanen          | Finlândia     | DNS     |       |

### Final
Esse foi o resultado da final. 
| Pos.              | Raia | Nadadora                 | Nacionalidade | Tempo   | Notas            |
| ----------------- | ---- | ------------------------ | ------------- | ------- | ---------------- |
| Medalha de ouro   | 3    | Coralie Balmy            | França        | 4:05.31 |                  |
| Medalha de prata  | 7    | Mireia Belmonte García   | Espanha       | 4:05.45 | Recorde nacional |
| Medalha de bronze | 1    | Ophélie-Cyrielle Étienne | França        | 4:07.47 |                  |
| 4                 | 4    | Éva Risztov              | Hungria       | 4:07.72 |                  |
| 5                 | 6    | Boglárka Kapás           | Hungria       | 4:08.73 |                  |
| 6                 | 2    | Camelia Potec            | Roménia       | 4:08.91 |                  |
| 7                 | 5    | Martina de Memme         | Itália        | 4:10.82 |                  |
| 8                 | 8    | Alice Nesti              | Itália        | 4:11.13 |                  |

Legenda
| Recorde mundial       | Recorde mundial (World record)               |                       | Recorde africano                      | Recorde africano (African) |                                           | Q | Classificado por posição (Qualified) |
| Recorde do campeonato | Recorde do campeonato (Championship record)  | Recorde da América    | Recorde da América (Americas)         | q                          | Classificado por melhor tempo (Qualified) |   |                                      |
| Melhor marca do ano   | Melhor marca do ano (World leading)          | Recorde asiático      | Recorde asiático (Asian)              | DNS                        | Não largou (Did not start)                |   |                                      |
| Recorde nacional      | Recorde nacional (National record)           | Recorde europeu       | Recorde europeu (European)            | DNF                        | Não terminou (Did not finish)             |   |                                      |
| Recorde pessoal       | Recorde pessoal do atleta (Personal best)    | Recorde da Oceania    | Recorde da Oceania (Oceania)          | DSQ / DQ                   | Desclassificado (Disqualified)            |   |                                      |
| Recorde da temporada  | Recorde da temporada do atleta (Season best) | Recorde sul-americano | Recorde sul-americano (South America) | NM                         | Sem marca (No mark)                       |   |                                      |